# Jolimetz
Jolimetz település Franciaországban, Nord megyében. Lakosainak száma 860 fő (2022. január 1.). Jolimetz Potelle, Villereau és Locquignol községekkel határos.

## Népesség
A település népességének változása:
| Lakosok száma | 876  | 874  | 889  | 867  | 864  | 854  | 856  | 858  | 860  |
|               | 2013 | 2015 | 2016 | 2017 | 2018 | 2019 | 2020 | 2021 | 2022 |